# Andrea Camassei

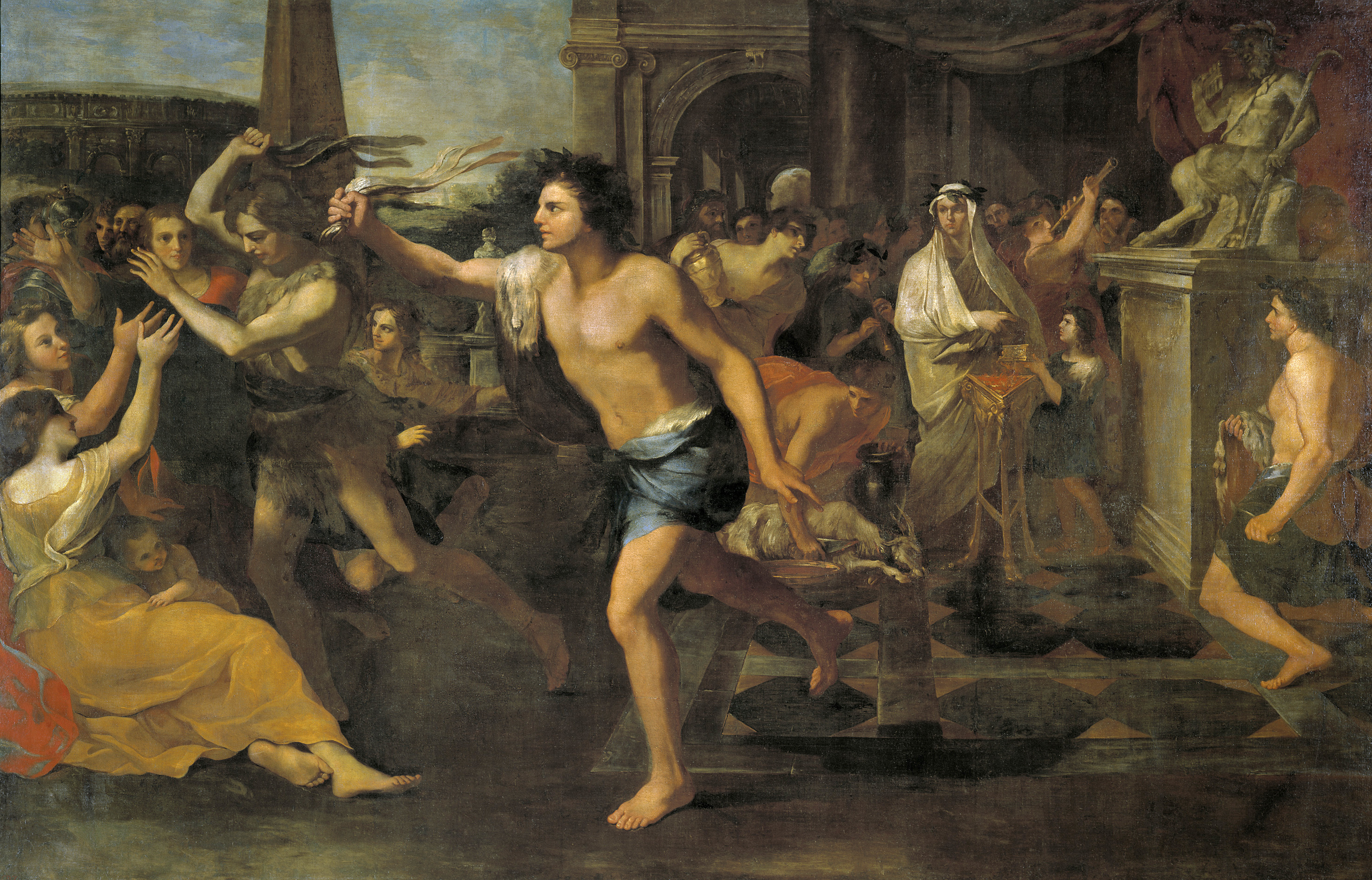
Fiestas Lupercales, óleo sobre lienzo, 238 x 366 cm, Madrid, Museo del Prado.

Andrea Camassei (Bevagna, 1602-Roma, 1649) fue un pintor y grabador  barroco italiano protegido por los Barberini. 

## Biografía
Establecido en Roma en 1626 se ha afirmado que pudo ser discípulo de Domenichino y, en todo caso, se formó en el clasicismo trabajando con Andrea Sacchi y Pietro da Cortona en la decoración de Villa Sachetti en Castelfusano. De 1631 son los primeros trabajos para los Barberini, encargándose de la pintura al fresco de un techo dedicado a Apolo y las Musas en el Palazzo Barberini, perdido. De hacia 1637 son dos grandes lienzos pintados para Taddeo Barberini, sobrino del papa Urbano VIII: La matanza de los Nióbidas y La caza de Diana (Roma, Galleria Nazionale d’Arte Antica), en las que se aprecian influencias de Nicolas Poussin y el neovenecianismo.
Para decorar el nuevo Palacio del Buen Retiro en Madrid el marqués de Castel Rodrigo, embajador de España en Roma, y el virrey de Nápoles, conde de Monterrey, contrataron hacia 1634 un conjunto notable de obras con las que se formarían series de paisajes y de la historia de Roma antigua, ciclo al que pertenecen las Fiestas Lupercales del Museo del Prado atribuidas a Camassei tras anteriores atribuciones a Poussin y Sachi, participantes con otros muchos pintores italianos en el mismo encargo.